# In the Mood for Love
In the Mood for Love (Originaltitel chinesisch 花樣年華 / 花样年华, Pinyin Huāyàng Niánhuá, Jyutping Faa1jeong6 Nin4waa4, kantonesisch Fa yeung nin wa – „wörtlich 'Die blumigen Jahre'; etwa 'Die schöne Zeit'“; dt. Untertitel: Der Klang der Liebe) ist ein Film von Wong Kar-Wai aus dem Jahr 2000, der in Hongkong spielt.

## Handlung
Hongkong, 1962: Chow Mo-wan, Chefredakteur einer lokalen Zeitung, bezieht mit seiner Frau ein Zimmer in einem Haus in der Shanghai-Community. Dabei begegnet er Chan Li-zhen, die am selben Tag mit ihrem Mann ein Zimmer in der Nachbarwohnung desselben Hauses bezieht, das von Frau Suen vermietet wird. Li-zhens Mann, Herr Chan, ist meistens auf Geschäftsreise; Frau Chow ist in Schichtarbeit in einem Hotel tätig. Beide Paare leben somit in einer Situation, in der sie sich nur selten sehen können. Eine Entfremdung findet statt, Streit und Vernachlässigung werden angedeutet.
Im Zuge einer Gefälligkeit – Herr Chan besorgt aus Japan einen modernen Schnellkochtopf für Frau Chow – kommen diese beiden in näheren Kontakt. Li-zhen und Mo-wan spüren bald, dass ihre beiden Partner eine Affäre miteinander haben. Offenbar hat Herr Chan Chows Frau sogar nach Japan mitgenommen. Die beiden übrig gebliebenen Ehepartner Li-zhen und Mo-wan entwickeln ebenfalls Sympathien füreinander und verbringen mehr und mehr Zeit miteinander, um der Trauer und der Einsamkeit zu entfliehen. Die Beziehung zwischen den beiden bleibt dabei zart und scheu und ist ständig überschattet vom Wunsch Li-zhens nach der Rückkehr ihres Mannes wie auch von der Gebundenheit an Sitte und Moral. Obwohl Mo-wan und Li-zhen sich ineinander verlieben, wagen sie den letzten Schritt daher nicht. Chow versucht einen Ausweg, indem er beginnt, „Kung-Fu-Geschichten“ zu schreiben, ein Thema, für das sich auch Li-zhen interessiert. Die gemeinsame, sachliche Arbeit in Chows Zimmer bringt beide tatsächlich einander näher, ist aber belastet durch die nötige Heimlichkeit in der engen, von Frau Suen überwachten Hausgemeinschaft. Daher mietet Chow ein Hotelzimmer (Nr. 2046), vorgeblich um ungestört schreiben zu können, aber mit der kaum verhüllten Absicht, der Liebe neuen Raum zu schaffen. Nach einigen Anläufen kommt Li-zhen tatsächlich zu diesem Zimmer, aber später erfährt der Zuschauer, dass nie „etwas gewesen ist“ – es bleibt bei Verlegenheit und Melancholie. Als Höhepunkt der scheuen Beziehung bleibt, dass sich die beiden seither duzen (deutsche Filmfassung).
Beide erkennen nun, dass ihre Liebe keine Zukunft haben kann. In Rollenspielen bereitet Mo-wan Li-zhen für die Wiederaufnahme ihrer Ehe vor. Schließlich kehrt Li-zhens Ehemann zurück. Deprimiert reist Chow nach Singapur, um in der dortigen Niederlassung der Zeitung zu arbeiten. Noch einmal versucht Li-zhen einen Ausbruch, um ihre Gefühle zu prüfen: Sie reist Chow nach und wartet in seinem Zimmer, während dieser bei der Arbeit ist, ohne von Li-zhens Besuch zu wissen. Sie geht, bevor Chow zurückkehrt.
Zum Ende sieht man Herrn Chow, der alleine Kambodscha bereist und während eines Besuchs in der Tempelanlage Angkor Wat seine Liebe begräbt: Er flüstert etwas – vermutlich sein bisher nie ausgesprochenes Liebesgeständnis – in ein Loch in einer Mauer und verstopft es dicht mit Erde und Gras.
Ein Ende nach dem Ende zeigt spiegelbildliche Abläufe zur Hauptgeschichte und handelt 1965, als Li-zhen, ihr Mann und Sohn sich wieder in das alte Haus einmieten, während Frau Suen auszieht. In einer nostalgischen Anwandlung besucht Herr Chow ebenfalls seine ehemalige Wohnung, nicht wissend, dass Li-zhen wieder da ist. Er geht wieder, ohne ihr zu begegnen.

## Hintergründe
Die Dreharbeiten wurden von Peking nach Macau verlegt, weil es Probleme mit den chinesischen Behörden gab. Diese bestanden auf Vorlage eines Drehbuchs, welches Wong Kar-Wai jedoch selten benutzt, da er es vorzieht, mit den Schauspielern zu improvisieren. Für ihn entsteht so eine Geschichte und die Stimmung des Films. Teile der Außenaufnahmen fanden in Bangkok statt, da Wong Kar-Wai die Atmosphäre der 1960er Jahre einfangen wollte, die er so im modernen Hongkong nicht mehr finden konnte.
Ursprünglich sollte sich der Film hauptsächlich in dem Hotelzimmer mit der Nummer 2046 abspielen, in der sich Chow und Li-zhen regelmäßig treffen. Wongs Arbeitsweise (kein detailliertes Drehbuch, improvisierte Szenen, tatsächliche Herstellung des Films beim Schnitt) führte allerdings zu einem etwas anderen Ergebnis. Der nachfolgende Film, der eine lose Fortsetzung zu In the Mood for Love darstellt, erhielt dann den Titel 2046. In ihm werden Chows Aufenthalt in Singapur und seine Rückkehr als Schriftsteller nach Hongkong geschildert. Die Aussage in diesem Film, dass die Nummer 2046 für Chow eine besondere Bedeutung habe, ist als anknüpfender Verweis auf In the Mood for Love zu verstehen.
Die Dreharbeiten alleine dauerten 15 Monate und etwa eine Woche vor dem Debüt in Cannes war Wong Kar-Wai noch immer mit Arbeiten am Film, insbesondere dem Schnitt, beschäftigt. Eine ursprünglich aufgenommene Sexszene zwischen Chan und Mo-wan verwendete Kar-Wai letztlich nicht.

## Musik
Wong Kar-Wai arbeitete mit dem japanischen Komponisten Shigeru Umebayashi zusammen, dessen Yumeji’s Theme sich wie ein roter Faden durch den Film zieht. Des Weiteren wird in dem Film zeitgenössische chinesische Folklore verwendet sowie Musik aus dem Hongkong der 1960er Jahre. Ferner sind drei Lieder von Nat King Cole – Te Quiero Dijiste, Aquellos Ojos Verdes und Quizás, quizás, quizás – zu hören. Der Text von letzterem ist zu Beginn der Fortsetzung 2046 zu sehen.
Den Titel für den Film fand Wong Kar-Wai, als er Bryan Ferrys Song I’m in the mood for love, eine Coverversion eines Liedes aus den 1930er Jahren, hörte. Dieser fand dann auch Verwendung in den Kinotrailern.

## Dramaturgie
„In fünfundsiebzig in sich abgeschlossenen, teilweise auch fragmentarischen szenischen Situationen wird diese Geschichte in ihren wesentlichen Drehpunkten vom Anfang bis zum Ende chronologisch erzählt. Dabei entstehen kleinere oder größere Abschnitte, die durch deutliche Abblenden voneinander getrennt werden. Diese Zäsuren stellen kein erkennbares System von zeitlicher Ordnung dar, sondern gruppieren die Situationen eher thematisch. Innerhalb der Abschnitte werden die Einstellungen zum Teil mit Zeitsprüngen, auch unchronologisch, verbunden. Zusammenhänge von Handlungen, die der Zuschauer zu erkennen glaubt, erweisen sich oft als nicht relevant oder sogar als falsch geschlussfolgert. Kollidierende Handlungen oder gar eine Enthüllung gegenseitiger Untreue finden nicht statt. […] Fast alle für die Fabel-[Plot-]entwicklung wichtigen Vorgänge finden ‚hinter der Bühne‘, für den Zuschauer unsichtbar, statt. […] Der Film entspricht in seiner gesamten Erzählweise dem […] Prinzip: ‚Viele Dinge beginnen, ohne dass man es merkt‘.“

## Synchronisation
Die deutsche Vertonung des Werks wird wie folgt synchronisiert:
| Figur                             | Darsteller          | Deutscher Sprecher    |
| --------------------------------- | ------------------- | --------------------- |
| Su Li-zhen – Mrs. Chan            | Maggie Cheung       | Uta Kienemann-Zaradic |
| Chow Mo-wan a                     | Tony Leung Chiu-wai | N. N.                 |
| Ah Ping                           | Ping-lam Siu        | Kai Taschner          |
| Mrs. Suen                         | Rebecca Pan         | Marion Hartmann       |
| Mr. Ho (Su’s boss)                | Kelly Lai Chen      | Erich Ludwig          |
| Mr. Koo                           | Man-Lei Chan        | Gerd Potyka           |
| Man living in Mr. Koo’s apartment | Joe Cheung b        | Peter Musäus          |
| Amah                              | Szu-ying Chien c    | Ursula Traun          |

Fußnoten

## Trivia
- Maggie Cheung trägt in fast jeder Szene ein anderes Kleid (Qipao) – allein zehn verschiedene in den ersten zehn Filmminuten – während ihr Filmpartner stets im gleichen, mehr oder weniger dunklen Anzug auftritt.[5] Insgesamt wurden von Chan in der Produktion 46 verschiedene Qipaos getragen, von denen in der finalen Fassung des Films jedoch nicht alle zu sehen sind.

## Rezeption
„[…] Ein faszinierender, dramaturgisch wie kameraästhetisch formvollendeter Film, der über die Unmöglichkeit einer Rückkehr in persönliche wie kollektive Erinnerungen an die frühen 60er-Jahre trauert und ein höchst differenziertes Bild seelischer Befindlichkeiten zeichnet.“

„[…] mehr unruhig als schnell geschnitten bekommt man so auch im Kinosessel ein regelrecht körperliches Gefühl dafür, was es wohl heißt, in einem Mietshaus irgendwo in Hongkong zu leben, ein einzelner in einem Millionengewimmel zu sein, der niemanden interessiert. […] In einem gewissen Sinn geschieht nämlich »nichts« zwischen den beiden, noch nicht einmal ein scheuer Kuß wird getauscht, weil sie sich seinem Drängen in den entscheidenden Momenten verweigert. Nur einmal berühren sich die Hände, und lassen die Möglichkeit offen, dass wir vielleicht doch nicht alles gesehen haben. […] So erzählt Wong Kar-wai die klassische Filmstory vom Paar, das sich verfehlt, aus Stolz wie aus Angst, und damit auch die vage Chance, im Leben nicht nur zufrieden, sondern glücklich zu sein. […] In the Mood for Love ertrinkt in Schönheit und Melancholie, dem wechselseitigen Zusammenspiel dieser beiden Elemente. […] Ein ganz wunderbarer Film über das Lächeln, die Einsamkeit und das Glück, der zeigt, dass Liebe auch auf Entfernung möglich ist, und nichts, aber auch gar nichts zu tun hat, mit dem, was man uns in den meisten Filmen zeigt. Ein Film über das Vergehen der Zeit, über Sehnsucht und über Abschiede auch […]“

„[…] Aber was die Mitbewohner ebenfalls nie erfahren, deuten dem Zuschauer dekorative Details, symbolische Handlungen und subtile Veränderungen in wiederholten Alltagssituationen an: Ihre Ehepartner haben eine Affäre. Wie Kar-wai diese Entfremdung und Annäherung umkreist, ist ein Triumph kinematografischer Erzählkunst, bei dem selbst seine Kritiker verstummen. […] Beide nehmen den Betrug mit einem stillen Schmerz hin, der in einem bizarren Rollenspiel gipfelt, bei dem sie ihre treulosen Partner zur Rede stellen. […] Auf den kummervollen Gesichtern von Su und Chow dagegen verweilt die Kamera mit einer poetischen Geduld, als betrachte man ein Gemälde. […] Statt mit hektischer Handkamera und poppiger Optik zeigt er dies nun aber wie in einem in satten Farben kolorierten Stummfilm. Das Erzähltempo seiner Bildergeschichte ist dabei der Zaghaftigkeit angepasst, mit der Su und Chow voller Trauer, Sehnsucht und Zweifel aufeinander zugehen, während überall Uhren ticken wie eine Metapher für ihren Stillstand. Mit hypnotischem Stilwillen hat Wong Kar-wai das Motto ‚Don’t tell it show it‘ zu einem Requiem über die Unmöglichkeit einer verzweifelten Liebe verdichtet.“

„[…] Das Ganze ist sehr langatmig, lakonisch und actionlos in Szene gesetzt, zeigt aber gerade deshalb enormes Gespür für detaillierte Sentimentalitäten. Der bis ins kleinste Detail durch komponierte Film […] ist ein getragenes, höchst visuell und musikalisches Ballett über die Verwirrung der Gefühle […]“

„[…] Dass der Film dabei […] aus zehn Stunden prophylaktisch gedrehtem, erst auf dem Schneidetisch in Form gebrachten Material besteht, sieht man ihm nicht im geringsten an. […] so ist In The Mood For Love präzise und feinabgestimmt wie selten ein Film: keine Bewegung, keine Einstellung zuviel. Alles scheint ganz zwingend – etwa, dass die Ehepartner der unglücklich Liebenden nie zu sehen sind. […] Die Abwesenheit der Liebe, das ist es, wovon In The Mood For Love anfangs unmerklich, schmerzlich erzählt. […] Wie hinter Glas versuche er sich an die Figuren zu erinnern, sagt ein unidentifiziertes Zitat am Ende des Films und es scheint sich auf den Regisseur selbst zu beziehen, der in schwelgerischer Trauer ein Bild des Paradieses malen zu sucht und doch immer wieder nur zusehen kann, wie es zerbricht […]“

„[…] Welchen Sinn hat die dauernde Einblendung der Thermoskannen? Wieso immer die Uhr, mit verschiedenen Uhrzeiten? Weshalb die ausgedehnten Szenen in Sus Büro, deren Sinn völlig verschlossen bleibt? Oder weiter: Was tat Charles de Gaulle 1966 in Kambodscha? Wieso endet der Film mit Aufnahmen von Angkor Wat? […] ‚In the Mood for Love‘ strotzt nur so vor Szenen, die vom Zuschauer erst entschlüsselt werden müssen. […] ‚In the Mood for Love‘ überrascht mit ziemlich abrupt zusammengeschnittenen Bildern, deren Sinn sich einem erst im Nachhinein und nur sehr langsam erschliesst. […] aber gegen Ende hin wird der Film immer undurchsichtiger. […] Dass nun die Ehepartner der Nachbarn Su und Chow ein Verhältnis beginnen, ist weniger typisch und wirkt auch im Kontext des Filmes sehr konstruiert […]. […] Sehr minimalistisch, mit wenig verbaler Ausstattung treibt Wong Kar-Wai die Entstehung der feinen Beziehung voran: Hier ein Wort, dort ein Blick, hier eine Geste: Man versteht sich, ohne es auszusprechen. […] Es geht nicht um einen Seitensprung, nicht um Rache, nicht um Sexualität, sondern viel mehr um das Verstanden werden in einer allzu stromlinienförmigen, oberflächlichen Alltagswelt. […] Das letzte Drittel von ‚In the Mood for Love‘ beschäftigt sich mit Was-Wäre-Wenn-Fragen. […] Das Versprechen der Liebe ist stets gültig, wartet stets darauf, erfüllt zu werden, und doch muss es ein stetes Geheimnis bleiben […]. […] In Gedanken bleibt den Liebenden immer die ferne Sehnsucht an jene Liebe, noch Jahre später kehren sie an die bedeutungsvollen Orte zurück: Doch obwohl das Versprechen ewig hält, ist der besondere Geist der Liebe inzwischen verschwunden, verweht, vergangen. […] Man gelangt zu einem diffusen Gefühl, zu einem hypnotisierenden Gefühl, und niemals gelangt man zu Gewissheit, zu Endgültigkeit. […] Szenen von derartiger Langsamkeit, dass man an Zeitlupen glauben mag – aber der Regen drumherum fällt wie normal. Der ganze Film ist in Farbtöne zwischen rot und ocker getaucht, was die optische Schwere auf die Spitze treibt. Und auch die Musik wiederholt das ewig selbe Thema […]. […] Andererseits ist die Konsequenz, mit der Wong den Film durchgängig inszeniert, schon beeindruckend. Man kann darüber streiten, inwiefern ein Film Sinn macht, der sich nicht um seine Zuschauer kümmert, andererseits liegt darin etwas erfrischendes. Und man könnte spekulieren, ob man die Botschaft des Filmes, nicht knapper, bündiger, konzentrierter, wirksamer hätte vermitteln sollen […]“

2016 landete In the Mood for Love bei einer Umfrage der BBC auf Platz zwei der 100 bedeutendsten Filme des 21. Jahrhunderts.

## Auszeichnungen
- Bester männlicher Darsteller, Cannes Filmfestival 2000 (Tony Leung Chiu Wai)
- Beste Kamera (Technical Grand Prize), Cannes Filmfestival 2000 (Christopher Doyle, Pin Bing Lee, William Chang)
- Screen International Award, Europäischer Filmpreis 2000
- Bester internationaler Film, Deutscher Filmpreis 2001
- Bester internationaler Film (Meilleur film étranger), César 2001
- Bei den Hong Kong Film Awards 2001 gewann der Film Preise in fünf Kategorien: Bester Hauptdarsteller, Beste Hauptdarstellerin, Beste Art Direction, Bestes Kostüm- und Makeup-Design und Bester Schnitt. Außerdem war er noch für sieben weitere Auszeichnungen nominiert: Bester Film, Bester Regisseur, Bestes Drehbuch, Beste Kamera, Beste Original-Filmmusik (Michael Galasso), Beste Nebendarstellerin (Dick-Wah Poon) und Bester New Performer (Ping Lam Siu).
- Beim Asia-Pacific Film Festival im Jahr 2000 gewannen Christopher Doyle und Pin Bing Lee den Preis für die beste Kamera und William Chang die Auszeichnung für den besten Schnitt.
- In the Mood for Love hat bei vielen weiteren Preisverleihungen Auszeichnungen und Nominierungen erhalten. Zum Beispiel war der Film für den BAFTA Film Award als bester nicht-englischsprachiger Film nominiert.
- Chlotrudis Awards 2002: 6 Nominierungen; Sieger in den Kategorien: Bester Film und Beste Kamera
- Platz 2 der 100 besten Filme des 21. Jahrhunderts (internationale Kritikerumfrage der BBC von 2016)